# Tiefenau (Wülknitz)
Tiefenau ist ein Ortsteil der sächsischen Gemeinde Wülknitz im Landkreis Meißen.

## Geografie und Verkehrsanbindung

Tiefenau auf einer geschichtlichen Karte des Kreises Liebenwerda (1910).

Der 12 km nordöstlich von Riesa und 14,3 km nordwestlich von Großenhain gelegene Ort liegt an der B 169. Um 1900 wurde der Ort als Gutssiedlung mit verstreutem Häuslerabbau beschrieben und war von einer Gutsblockflur umgeben. Nördlich von Tiefenau befinden sich mehrere Teiche, die zum Landschaftsschutzgebiet Tiefenauer Teiche gehören und von der durch den Ortsbereich fließenden Kleinen Röder gespeist werden. Östlich von Tiefenau liegt die Gohrischheide. Die umliegenden Orte sind im Norden Spansberg und Nauwalde, im Nordosten Gröditz, im Osten Pulsen, im Süden Wülknitz und im Westen Heidehäuser. Durch Tiefenau verläuft der Teufelsgraben, eine alte Grenzbefestigung. Tiefenau besitzt einen Haltepunkt an der Bahnstrecke Zeithain–Elsterwerda, an welchem die Linie RB 45 zwischen Chemnitz, Riesa und Gröditz Halt macht. Durch den Ortskern verläuft eine Buslinie zwischen Riesa und Gröditz.

## Geschichte
| Jahr | Einwohner  | Jahr | Einwohner               |
| ---- | ---------- | ---- | ----------------------- |
| 1637 | 6 Häusler  | 1933 | 160                     |
| 1764 | 11 Häusler | 1939 | 380                     |
| 1834 | 118        | 1946 | 250                     |
| 1871 | 180        |      |                         |
| 1890 | 175        |      |                         |
| 1910 | 136        |      |                         |
| 1925 | 158        |      | → Lichtensee (Wülknitz) |

Am 19. Juli 1013 wurde Tiefenau erstmals urkundlich erwähnt. Im Jahr 1272 wurde das erste Mal eine Kirche erwähnt, die in der Nähe der Schäferei stand. Ursprünglich gehörte Tiefenau den Naumburger Bischöfen. Bischof Ludolf verkaufte Schloss und Ort 1284 unter Vorbehalt der Lehnshoheit an Heinrich den Erlauchten. Unter Kaiser Karl IV. kamen Gut und Dorf zur Niederlausitzer Landvogtei, von der beide später wieder abgetrennt wurden und in den Besitz der Familie von Köckeritz kamen. Im Jahr 1422 besaß Alisch von Köckeritz den Ort. Noch im 15. Jahrhundert kaufte die Familie von Bünau das Gut. 1495 gehörte die Kirche zur Präpopstei Großenhain und musste eine Mark Bischofszins abführen. Im Jahr 1555 war die Kirche Filialkirche von Spansberg. Die Kinder gingen in die Schule Spansberg. Im Ort gab es ein Vorwerk. 1588 gab es in Tiefenau keine Bauern mehr. Um 1619 wurde die Schäferei verpachtet. Der Pfarrer erhielt vom Rittergut 40 Scheffel Korn. Unterwärts der Mühle war [1635] ein Teich neu erbauet worden, der die zu Coselitz schädigt. 1637 brannten sechs Drescherhäuser durch den Einfall der Schweden im Dreißigjährigen Krieg ab. Im Jahr 1642 hatte der Ort erneut unter dem Krieg zu leiden. Das Rittergut wurde von den Schweden verwüstet und brannte ab. 1648 gehören nach einer Bestandsaufnahme zum Rittergut die Dörfer Spansberg, Röderau und das halbe Dorf Pulsen.
1696 wird ein altschriftsässiges Rittergut erwähnt. Die Herrschaft übte Erb- und Obergerichtsbarkeit aus. Nachweislich zählte Tiefenau seit 1696 zum Amt Großenhain. Im Jahr 1837 wechseln die Tiefenauer Kinder nach einer Verordnung der Königlichen Kreisdirektion Dresden von der Spansberger zur Lichtenseer Schule. Die tiefenauer Bauern sträubten sich zunächst, da sie trotzdem weiterhin Schulgeld zur Erhaltung der spansberger Schule bezahlen mussten. Ab 1856 unterstand der Ort dem Gerichtsamt Großenhain und seit 1875 der Amtshauptmannschaft Großenhain. Im 17. Jahrhundert ging das Dorf und Gut in den Besitz der Familie von Pflugk über und wurde zum Majorat erhoben. In deren Besitz verblieb es mit kleinen Pausen bis 1945. Nach 1945 wurde das Schloss gesprengt. Sachsen kam nach dem Zweiten Weltkrieg in die Sowjetische Besatzungszone und später zur DDR. Nach der Gebietsreform 1952 wurde Tiefenau dem Kreis Riesa im Bezirk Dresden zugeordnet. Am 1. November 1952 wurde Tiefenau nach Lichtensee eingemeindet. Nach der Deutschen Wiedervereinigung kam der Ort zum wiedergegründeten Freistaat Sachsen. Die folgenden Gebietsreformen in Sachsen ordneten Tiefenau 1994 dem Landkreis Riesa-Großenhain und 2008 dem Landkreis Meißen zu. Am 1. Januar 1994 wurde Lichtensee mit dem Ortsteil Tiefenau zur Gemeinde Wülknitz eingemeindet.

## Brauchtum
Bis nach dem Zweiten Weltkrieg wurde in Tiefenau der alte Brauch des Brezelsingens am Sonntag Lätare gepflegt. Kinder zogen mit Kiefernzweigen, die etwa einen Meter lang und am oberen Ende mit bunten Bändern geschmückt waren, durchs Dorf das Sommer-Sommer-Meier-Lied singend von Haus zu Haus und wurden mit Brezeln belohnt. Zuletzt übte der Grundschullehrer Vogel von der Grundschule Lichtensee das Lied mit den Kindern ein. Dieser Brauch wurde letztmals 1963 anlässlich der 950-Jahr-Feier Tiefenaus durchgeführt, konnte aber im Nachbarort Peritz erfolgreich wiederbelebt werden.

## Kultur und Sehenswürdigkeiten

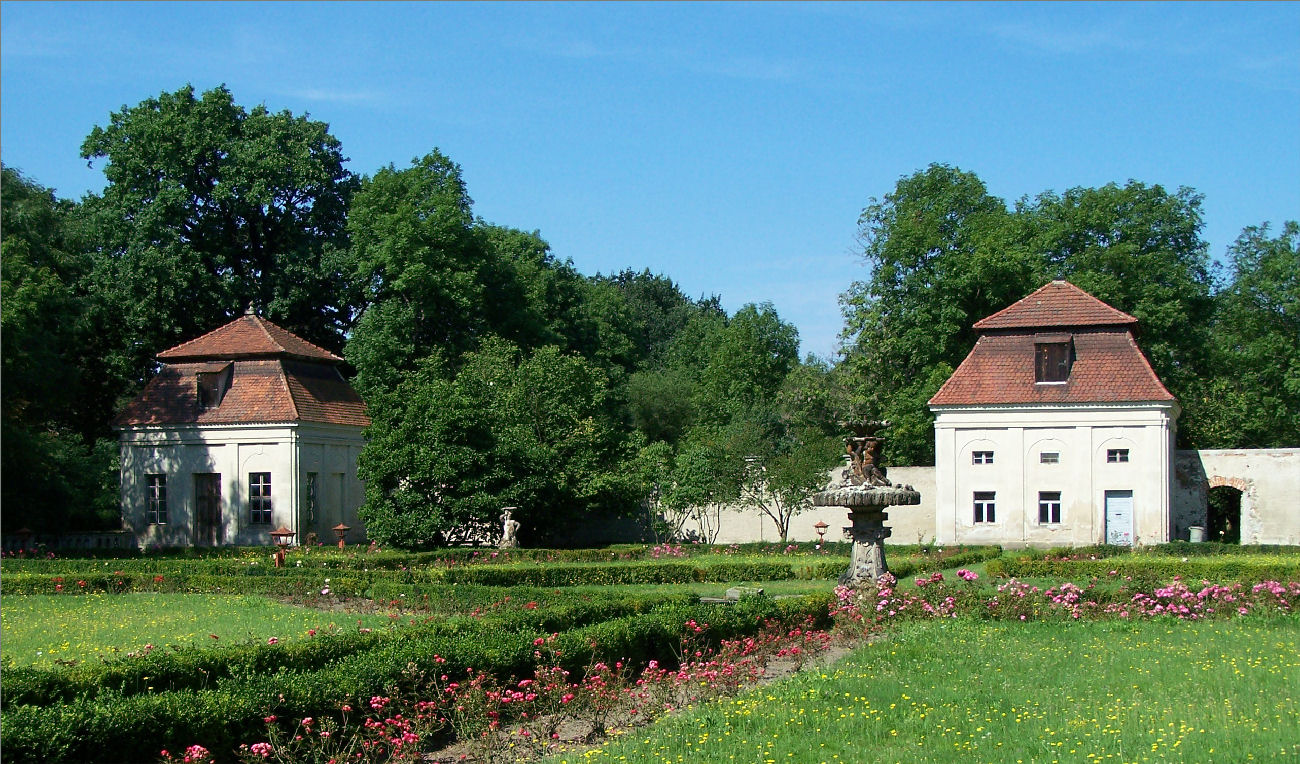
Barockgarten

In Tiefenau befand sich einer der schönsten barocken Landsitze Sachsens. 1948 wurde das Schloss gesprengt, der Park und die Schlosskirche blieben erhalten.

### Barockgarten Tiefenau
Der Barockgarten entstand zwischen 1705 und 1710. Er hat vier eingeschossige Gartenpavillons mit Mansarddach und ist von einer drei Meter hohen Mauer umschlossen. In der symmetrischen Anlage sind fünf Sandsteinbrunnen in den Wegeachsen. Im Jahr 1955 begannen die Gemeinde sowie engagierte Bürger aus Tiefenau und Lichtensee mit der Restaurierung des Barockgartens in Tiefenau. Die ursprünglichen Grundrisse wurden wiederhergestellt. Es wurden etwa 6.500 Rosen sowie Buchsbaumhecken angepflanzt, die die einzelnen Beete einfassten. Die Brunnen wurden freigelegt und wieder in Betrieb genommen. So entstand in der Zeit von etwa 1955 bis 1957 das heutige Aussehen des Rosengartens. An den Barockgarten schließt sich ein überformter englischer Landschaftspark und ein bewirtschaftetes Teichgebiet mit Wegenetz an.

### Schlosskapelle Tiefenau

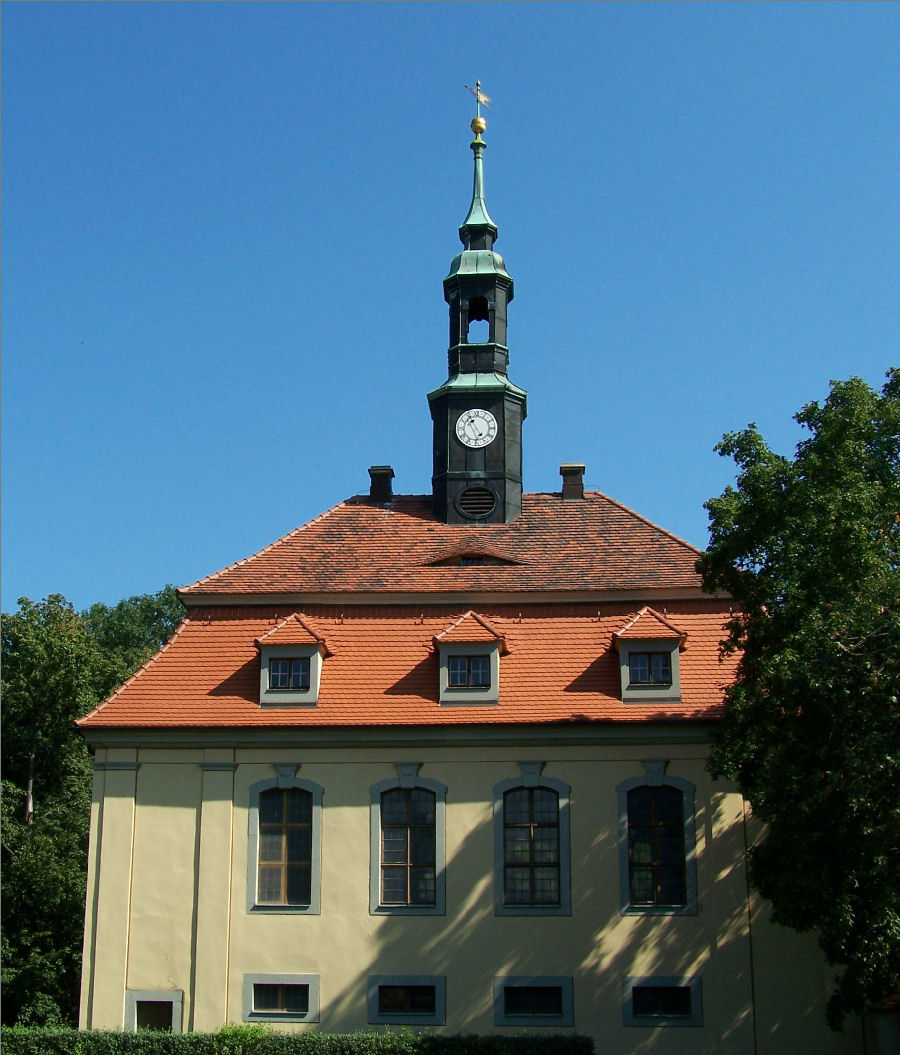
Schlosskapelle Tiefenau

Nach dem Tod ihres Mannes ließ die Reichsgräfin und Oberhofmarschallin von Pflugk, geb. Stubenberg, 1716 die Schlosskapelle errichten, deren Innenausstattung nahezu unverändert erhalten ist. Auch Baumeister des Dresdner Hofes waren an dem Bau beteiligt. Am Reformationsfest 1717 erfolgte die Weihe der Kapelle von dem damaligen Oberhofprediger Pipping. Die Orgel stammt von Gottfried Silbermann. Im Inneren ist die Kirche mit einem Kanzelaltar ausgestattet, flankiert von zwei imitierten Marmorsäulen. Die weiblichen Figuren symbolisieren Glaube (mit Kreuz) und Hoffnung (mit Anker). Sie stammen wie die Gestaltung von Stuckdecke, Altar und Säulenkapitellen aus der Schule Balthasar Permosers. Die Säulenkapitelle haben mit Akanthusblättern geschmückte Wülste unterhalb des Kapitäls. Eine Besonderheit ist die dreigeteilte Patronatsloge. Sie trägt die Wappen der Familien von Pflugk und von Dölau. Der Familie Pflugk fehlte wahrscheinlich das Geld für Renovierungsarbeiten, aber auch durch Kriegseinwirkungen und Plünderungen wurde die Kirche beschädigt.
1948 wurde das Schloss gesprengt. Erhalten sind noch die Grabstätten der Familie von Pflugk an der Südseite der Kapelle. In den folgenden Jahren war das Gebäude dem Verfall preisgegeben. Nachdem 1945 erste Sicherungsmaßnahmen an der Kapelle erfolgten, wurde 1962 mit beschränkten Mitteln mit Renovierungsarbeiten begonnen. Dies waren Arbeiten an Fassade, Dach und Fenstern. Ab 1989 wurde die Erneuerung und Restaurierung in Angriff genommen. Schnitzwerk und Farbgebung sind noch original aus dem 18. Jahrhundert erhalten. Zerstörtes wurde vorsichtig ergänzt und erneuert. 1996 bis 1997 wurde die Silbermannorgel rekonstruiert. Seitdem finden regelmäßig Orgelkonzerte statt.